# Draft de l'NBA del 2001

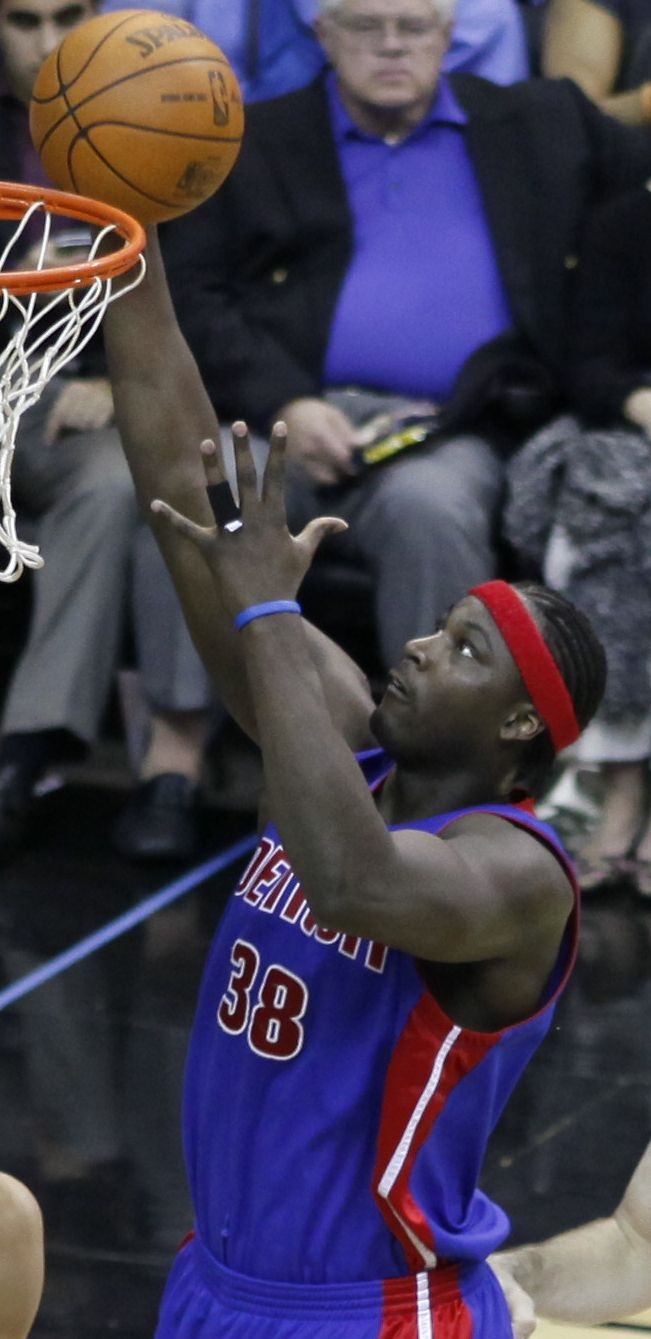
Imatge de Kwame Brown.

El Draft de l'any 2001 de l'NBA es va celebrar el 27 de juny al Madison Square Garden de Nova York, als Estats Units. Els Minnesota Timberwolves foren exclosos de la primera ronda del draft a causa d'una violació del Límit salarial de l'NBA.

## Primera ronda
|  | = All-Star |

| Posició | Jugador             | Nacionalitat  | Equip NBA                                                                 | Universitat/Equip Anterior |
| ------- | ------------------- | ------------- | ------------------------------------------------------------------------- | -------------------------- |
| 1       | Kwame Brown         | Estats Units  | Washington Wizards                                                        | Glynn Academy              |
| 2       | Tyson Chandler      | Estats Units  | Los Angeles Clippers (cap a Chicago)                                      | Dominguez HS               |
| 3       | Pau Gasol           | Catalunya     | Atlanta Hawks (cap a Vancouver a canvi de Shareef Abdur-Rahim)            | FC Barcelona               |
| 4       | Eddy Curry          | Estats Units  | Chicago Bulls                                                             | HS                         |
| 5       | Jason Richardson    | Estats Units  | Golden State Warriors                                                     | Michigan State             |
| 6       | Shane Battier       | Estats Units  | Vancouver Grizzlies                                                       | Duke                       |
| 7       | Eddie Griffin       | Estats Units  | New Jersey Nets (cap a Houston)                                           | Seton Hall                 |
| 8       | DeSagana Diop       | Senegal       | Cleveland Cavaliers                                                       | HS                         |
| 9       | Rodney White        | Estats Units  | Detroit Pistons                                                           | Charlotte                  |
| 10      | Joe Johnson         | Estats Units  | Boston Celtics                                                            | Arkansas                   |
| 11      | Kedrick Brown       | Estats Units  | Boston Celtics (de Denver)                                                | Okaloosa-Walton CC         |
| 12      | Vladimir Radmanović | RF Iugoslàvia | Seattle SuperSonics                                                       | FMP Železnik               |
| 13      | Richard Jefferson   | Estats Units  | Houston Rockets (cap a New Jersey)                                        | Arizona                    |
| 14      | Troy Murphy         | Estats Units  | Golden State Warriors (de Indiana)                                        | Notre Dame                 |
| 15      | Steven Hunter       | Estats Units  | Orlando Magic                                                             | DePaul                     |
| 16      | Kirk Haston         | Estats Units  | Charlotte Hornets                                                         | Indiana                    |
| 17      | Michael Bradley     | Estats Units  | Toronto Raptors                                                           | Villanova                  |
| 18      | Jason Collins       | Estats Units  | Houston Rockets (de New York via Phoenix i Orlando, traded to New Jersey) | Stanford                   |
| 19      | Zach Randolph       | Estats Units  | Portland Trail Blazers                                                    | Michigan State             |
| 20      | Brendan Haywood     | Estats Units  | Cleveland Cavaliers (de Miami, cap a Orlando)                             | North Carolina             |
| 21      | Joseph Forte        | Estats Units  | Boston Celtics (de Phoenix)                                               | North Carolina             |
| 22      | Jeryl Sasser        | Estats Units  | Orlando Magic (de Milwaukee via Houston)                                  | SMU Sr.                    |
| 23      | Brandon Armstrong   | Estats Units  | Houston Rockets (de Dallas via Orlando, cap a New Jersey)                 | Pepperdine                 |
| 24      | Raül López          | Catalunya     | Utah Jazz                                                                 | Real Madrid                |
| 25      | Gerald Wallace      | Estats Units  | Sacramento Kings                                                          | Alabama                    |
| 26      | Samuel Dalembert    | Canadà        | Philadelphia 76ers                                                        | Seton Hall                 |
| 27      | Jamaal Tinsley      | Estats Units  | Atlanta Hawks (de L.A. Lakers via New York)                               | Iowa State                 |
| 28      | Tony Parker         | França        | San Antonio Spurs                                                         | Paris Basket Racing        |

## Segona ronda
| Posició | Jugador                   | Nacionalitat | Equip NBA                                         | Universitat/Equip Anterior         |
| ------- | ------------------------- | ------------ | ------------------------------------------------- | ---------------------------------- |
| 30      | Trenton Hassell (SG)      | Estats Units | Chicago Bulls                                     | Austin Peay Sr.                    |
| 31      | Gilbert Arenas (PG)       | Estats Units | Golden State Warriors                             | Arizona So.                        |
| 32      | Omar Cook (PG)            | Estats Units | Orlando Magic (from Washington, traded to Denver) | St. John's Fr.                     |
| 33      | Will Solomon (PG)         | Estats Units | Vancouver Grizzlies                               | Clemson Sr.                        |
| 34      | Terence Morris (SF)       | Estats Units | Atlanta Hawks (traded to Houston)                 | Maryland Sr.                       |
| 35      | Brian Scalabrine (PF)     | Estats Units | New Jersey Nets                                   | USC Sr.                            |
| 36      | Jeff Trepagnier (SG)      | Estats Units | Cleveland Cavaliers                               | USC Sr.                            |
| 37      | Damone Brown (SF)         | Estats Units | Philadelphia 76ers (from L.A. Clippers)           | Syracuse Sr.                       |
| 38      | Mehmet Okur (C/F)         | Turquia      | Detroit Pistons                                   | Efes Pilsen (Turkey) 1979          |
| 39      | Michael Wright (PF)       | Estats Units | New York Knicks (from Boston via Seattle)         | Arizona Jr.                        |
| 40      | Earl Watson (PG)          | Estats Units | Seattle SuperSonics                               | UCLA Sr.                           |
| 41      | Jamison Brewer (PG)       | Estats Units | Indiana Pacers                                    | Auburn So.                         |
| 42      | Bobby Simmons (F/G)       | Estats Units | Seattle SuperSonics                               | DePaul Jr.                         |
| 43      | Eric Chenowith (C)        | Estats Units | New York Knicks (from Seattle)                    | Kansas Sr.                         |
| 44      | Kyle Hill (PG)            | Estats Units | Dallas Mavericks (from Houston)                   | Eastern Illinois Sr.               |
| 45      | Sean Lampley (SF)         | Estats Units | Chicago Bulls (from Charlotte)                    | California Sr.                     |
| 46      | Loren Woods (C)           | Estats Units | Minnesota Timberwolves                            | Arizona Sr.                        |
| 47      | Ousmane Cisse (PF)        | Mali         | Denver Nuggets (from Toronto)                     | St. Jude HS (Montgomery, AL) HSSr. |
| 48      | Andonis Fotsis (SF)       | Grècia       | Vancouver Grizzlies (from New York)               | Panathinaikos (Greece) 1981        |
| 49      | Ken Johnson (C)           | Estats Units | Miami Heat                                        | Ohio State Sr.                     |
| 50      | Ruben Boumtje-Boumtje (C) | Camerun      | Portland Trail Blazers                            | Georgetown Sr.                     |
| 51      | Alton Ford (PF)           | Estats Units | Phoenix Suns                                      | Houston Fr.                        |
| 52      | Andre Hutson (PF)         | Estats Units | Milwaukee Bucks                                   | Michigan State Sr.                 |
| 53      | Jarron Collins (F/C)      | Estats Units | Utah Jazz                                         | Stanford Sr.                       |
| 54      | Kenny Satterfield (PG)    | Estats Units | Dallas Mavericks                                  | Cincinnati So.                     |
| 55      | Maurice Jeffers (SG)      | Estats Units | Sacramento Kings                                  | Saint Louis So.                    |
| 56      | Robertas Javtokas (C)     | Lituània     | San Antonio Spurs (from L.A. Lakers)              | Lietuvos Rytas (Lithuania) 1980    |
| 57      | Alvin Jones (C)           | Luxemburg    | Philadelphia 76ers                                | Georgia Tech Sr.                   |
| 58      | Bryan Bracey (SF)         | Estats Units | San Antonio Spurs                                 | Oregon Sr.                         |